# Riccardo D'Anna
Riccardo D'Anna (Roma, 1962) è uno scrittore e saggista italiano.

## Biografia
Ha collaborato con la rivista Nuovi Argomenti e pubblicato racconti e contributi critici sulla poesia e la prosa otto-novecentesca .Collabora con l´Enciclopedia Italiana Treccani per la quale ha curato numerose voci: tra le altre si ricordano quelle dedicate a Domenico Modugno, Corrado Govoni, Umberto Fracchia, Vincenzo Morello, Ercole Luigi Morselli, Lionello Fiumi, Domenico Gnoli, nel Dizionario biografico degli italiani.

## Opere principali
- Compro fallimenti, Roma, Memori, 2014 [3]
- Lotto 25. Chi ha ucciso Annarella Bracci?, Roma, Perrone, 2013 [4]
- Falso movimento, Roma, Memori, 2011 [5]
- La figura di cera, Roma, Gargoyle Book, 2011 [6]
- Saint-ex, Roma, Avagliano, 2008)[7]
- Una stagione di fede assoluta, Ancona, peQuod, 2006 [8]